# Skämningsfors naturskog
Skämningsfors naturskog är ett naturreservat i Habo kommun i Jönköpings län.
Reservatet bildades 1975 efter en donation till Naturskyddsföreningen. Området avsattes som naturreservat 2005 och omfattar 18,7 hektar. Det utgörs av en naturskogsliknande skog på Hökensås östsluttning, 2–3 km nordväst om Brandstorps kyrka.

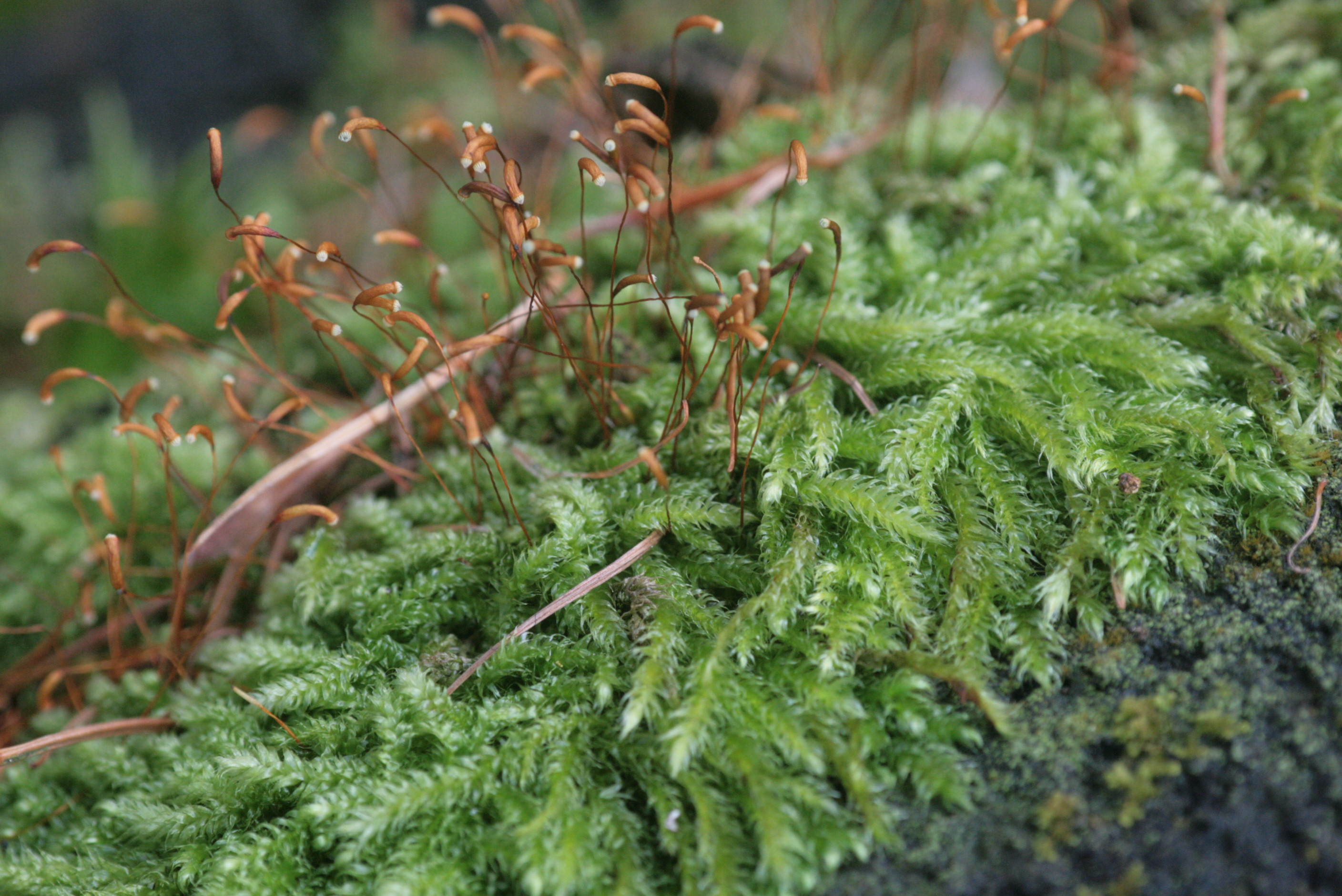
Stubbspretmossa

Reservatet består av ett myrmarksområde insprängt med holmar av fastmark. 
Centralt i området rinner Vättersjöbäcken som kantas av källor och gammal blandsumpskog. I övrigt är området främst bevuxet av tall, gran och björk. Det finns döda träd och liggande trädstammar. I reservatet har man funnit stubbspretmossa, vedsäckmossa och gammelgranslav.